# Censy
Censy is een gemeente in het Franse departement Yonne (regio Bourgogne-Franche-Comté) en telt 56 inwoners (2009). De plaats maakt deel uit van het arrondissement Avallon.

## Geografie
De oppervlakte van Censy bedraagt 5,0 km², de bevolkingsdichtheid is dus 11,2 inwoners per km².
De onderstaande kaart toont de ligging van Censy met de belangrijkste infrastructuur en aangrenzende gemeenten.

## Demografie
Onderstaande figuur toont het verloop van het inwonertal (bron: INSEE-tellingen).